# Factor de forma pequeño

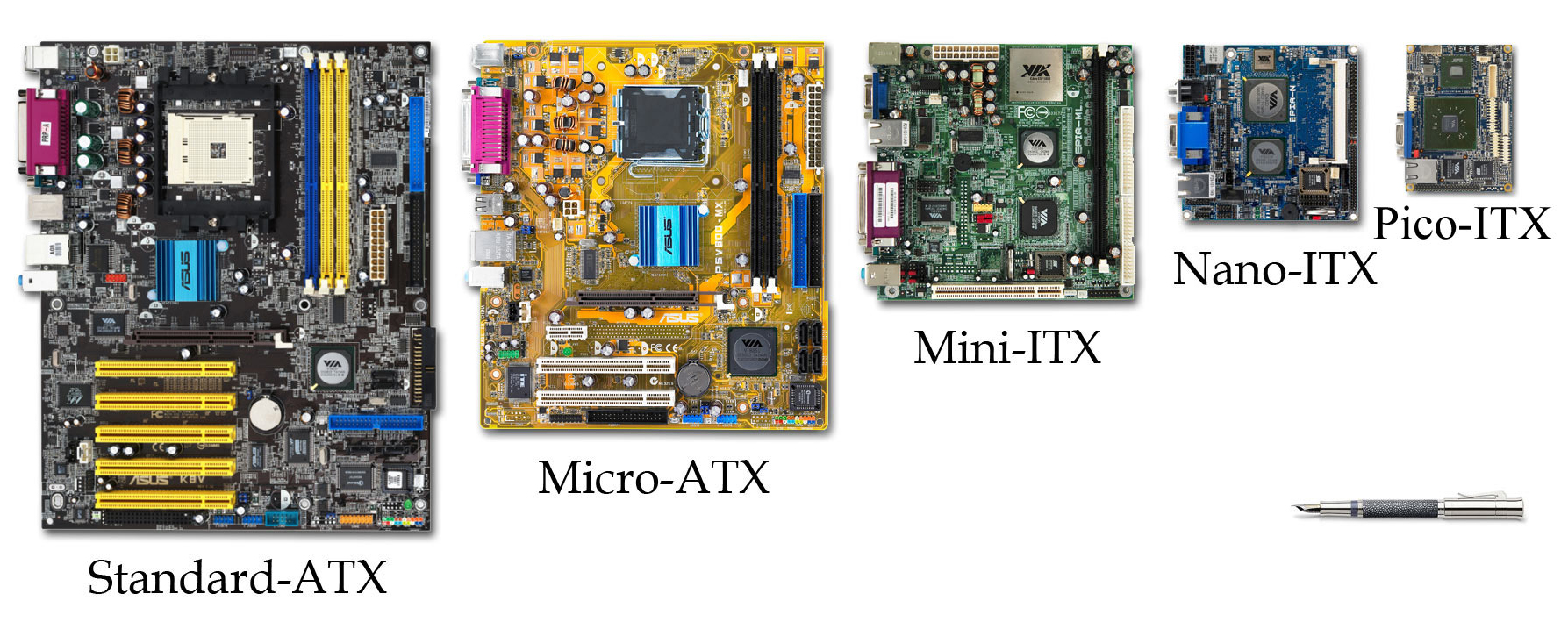
Comparación de factores de forma de placas base.

Los sistemas informáticos de factor de forma pequeño, también conocidos por la sigla SFF (del inglés small form factor) y habitualmente como mini-PC, son más pequeños que las minitorres tradicionales. Los SFF incluyen un factor que puede ser de un cubo, otros del tamaño de un libro, y también incluye a los PC de cine en casa (HTPC). 
SFF se refería originalmente a sistemas más pequeños que los micro-ATX. El acrónimo SFF se utiliza por contraste con término para sistemas más grandes, como por ejemplo «minitorres» y «sobremesas».
El acrónimo SFF originalmente significaba «Shuttle Form Factor», que describe las computadoras personales de la medida de una caja de zapatos con dos ranuras de expansión, fabricados por Shuttle Inc. El significado de SFF ha evolucionado para incluir otros diseños de PC similares, de marcas como AOpen y First International Computer, con la palabra small (pequeño) reemplazando la palabra «Shuttle».
La expresión «factor de forma pequeño» no se refiere a factores de forma estándar, como lo hace la frase «factor de forma de computadora». Para los factores de forma informáticos se establecen normas por las dimensiones físicas de componentes del sistema informático (por ejemplo, componentes de IBM PC compatibles) para asegurarse que son intercambiables, independientemente del proveedor o de la generación de la tecnología. Debido al hecho que algunos fabricantes de los SFF utilizan placas base propietarias y otros componentes sin las medidas estándar de la industria, «factor de forma», técnicamente es un nombre inadecuado.
Diseñados para reducir al mínimo el volumen espacial, los SFF generalmente se miden en litros. La frase «factor de forma pequeño» no incluye tradicionalmente pequeños sistemas de computación, como sistemas incrustados o móviles. Sin embargo, «factor de forma pequeño» no tiene una definición normativa y, en consecuencia, es objeto de apropiación indebida como una palabra de moda, debido a su creciente popularidad. Los fabricantes a menudo proporcionan definiciones a medida de sus productos.